# 추타이싼
추타이싼(중국어: 邱太三, 병음: Qiū Tàisān; 1956년 8월 30일 출생)은 대만인 변호사이자 정치인이다. 그는 1999년부터 2004년까지 중화민국 입법원의 의원이었다. 그 후 그는 대륙위원회의 차관을 지냈고, 나중에는 천쥐 휘하에서 가오슝시의 부시장으로 재직했다. 정치 활동을 중단하고 교직에 종사한 후, 2014년에 정원찬 휘하의 타오위안시 부시장으로 임명되었다. 그는 2016년에 사임했고, 같은 해 법무부장으로 임명되었다. 추타이산은 2018년에 법무부장직을 사임했으며, 2019년까지 국가안전회의에서 근무했다. 2021년에 추타이산은 대륙위원회 위원장으로 임명되었다.

## 교육
국립 타이중 제1고급중학을 졸업한 후, 추타이산은 국립 타이완 대학에서 법학을 전공하여 법학 학사(LL.B.), 법학 석사(LL.B.), 그리고 법학 박사를 취득했다. 그 후 그는 타이난과 신주 지방법원에서 검사로 근무했다. 나중에 하버드 대학교의 객원연구원으로 있었다.

## 정치 경력
민주진보당의 신조류파 일원인 추타이산은 타이중현 지사 랴오융라이의 비서로 정치 경력을 시작했다. 그는 1998년 선거에서 타이중현 대표로 입법원에 선출되었다. 2001년에 재선되었던 추타이산은 2004년 5월 19일 임기 중 사임하고 대륙위원회의 초대 부위원장이 되었다. 그는 2005년 3월에 대륙위원회를 떠났고 타이중현 지사직에 출마할 의사를 밝혔다. 추타이산은 유잉룽으로 교체되었다. 추타이산은 당내 경선에서 국민대회 의원 린펑시의 도전을 받았다. 추타이산은 3개 회사가 실시한 전화 설문조사로 구성된 경선 1차전에서 린을 물리쳤다. 린은 세 여론조사 중 하나가 컴퓨터 하드웨어 오류를 겪었으며 다시 해야 한다고 주장했다. 추타이산은 결국 민주진보당 후보로 재확인되었고, 12월 선거에서 현직 황중성에게 패했다. 패배 후 추타이산은 2006년 12월 천쥐가 시장으로 취임하기 직전에 가오슝 부시장으로 임명되었다. 가오슝시 정부를 떠난 후, 추타이산은 아시아 대학에서 가르쳤고, 결국 재정 및 경제법학과를 이끌었다. 그는 2010년에 타이중현 지사직에 다시 도전했지만, 또다시 황중성에게 패했다. 민주진보당은 2012년 선거에서 그를 입법위원 후보로 지명하는 것을 고려했다. 그러나 추타이산은 2014년에 정원찬이 그를 타오위안시 부시장으로 임명할 때까지 공직에 복귀하지 않았다.
2016년 3월, 추타이산은 타오위안시 정부 직책을 사임하고 차이잉원 당선인의 정책 고문으로 활동했다. 다음 달, 추타이산은 린취안 내각에서 법무부장으로 임명되었다. 그는 2016년 5월 20일에 취임했다. 법무부장으로 취임한 직후, 추타이산은 대만이 사형제를 유지할 것이라고 밝혔다. 추타이산은 2016년 8월 입법위원 차이이위의 특별조사부 폐지 제안을 지지했다. 다른 개혁 시도에는 피해자 보호 이니셔티브와 논란이 되는 법정 사건을 직접 대법원으로 보내기 위한 법률 연구 부서 설치가 포함된다. 2017년 2월, 추타이산은 일반 대중이 검사의 업무를 검토하기 위해 소집된 위원회에 참여할 수 있다고 발표했다. 그는 2018년 7월에 퇴임했으며, 국가안전회의에 임명되었다. 추타이산은 2019년 4월 2일 대만 고등법원 검찰청이 그를 영향력 행사 혐의로 기소한 직후 국가안전회의를 사임했다. 2019년 12월, 추타이산은 2020년 1월 선거에서 선거 사기를 막기 위해 소집된 민주진보당 태스크포스를 이끌도록 임명되었다. 추타이산은 나중에 국가안전회의 고문으로 돌아와 2021년 2월까지 근무했으며, 그 후 대륙위원회 위원장으로 임명되었다. 추타이산은 2021년 2월 23일에 천밍퉁의 뒤를 이어 대륙위원회 위원장으로 정식 취임했다.

## 사생활
추타이산은 법학자 쑹푸메이와 결혼했다.

## 영예
- 2024년 훈공성장 대수장[40]